# PENTAXの銀塩一眼レフカメラ製品一覧:中判・110フィルム用
この項は、旭光学工業（現リコーイメージング）の発売してきた銀塩一眼レフカメラのうち、135フィルム以外のフィルムを使用する製品（中判・110フィルム用）の一覧である。

## ペンタックス67シリーズ
ペンタックス67シリーズとは、6x7cm判を採用した旭光学初の中判一眼レフカメラであり、かつての旗艦機種でもある。開発のきっかけは当時の社長であった松本三郎の「大判の一眼レフが欲しい」との鶴の一声で、企画段階では製品化は考慮せずに設計されていたが、需要の確信を得たため製品化がはかられることとなった。大衆機路線であった135フィルム使用のアサヒペンタックスシリーズとはまったく別の購買層である上級者向けプラットフォームとして開発された製品である。愛好家からの愛称は「バケペン」。
特徴は、24×36mm（ライカ）判一眼レフカメラをそのまま大きくしたようなその外観で、6x7cm判一眼レフカメラでありながらもコンパクトであり、使い勝手もライカ判に近く、手持ち撮影を考慮したコンセプトは開発当初からのものであった。開発時における一番の苦労はシャッターとミラーであったという。ライカ判一眼レフカメラのものと比較して大型であるため、作動に必要な力、耐久性、耐ショック性の問題が大きく立ちはだかり、ミラーについてはスイングバック式による省スペース化と、クランク駆動式による耐ショック対策が施された。
マウントは、焦点距離によって内爪（300mmまで）と外爪（400mm以上）を使い分ける専用の2重バヨネット式のペンタックス67レンズ専用マウント（ペンタックスによる現在における呼称）が採用されている。また省スペース化のため電子シャッターを採用している。他にもオプションとして交換式のTTL露出計内蔵ファインダーが用意されるなど、当時の最先端技術が投入された。フィルム装填に関しては構造の単純化による小型軽量化と耐久性の向上のため、一般的な高級中判カメラと異なりフィルムバックを採用せず、ライカ判一眼レフ同様にフィルムを本体に直接装填する方式を採用しており、フィルムの途中交換は不可能。また数多くのレンズ群が用意されており、中判ゆえの高解像な描写や、その高機動性、信頼性から風景写真家や鉄道写真家達の支持を長らく受け続けた。写真家の荒木経惟、佐内正史、今森光彦などが愛用していることでも知られる。
2009年10月ペンタックス67IIの生産が終了となり、シリーズとしては終焉を迎えることとなった。
- アサヒペンタックス6×7（1969年7月発売）/ペンタックス67（1989年11月改名）

30年にわたるロングセラーとなり、その間にユーザーの要望を取り入れた数々のマイナーチェンジが行われ、ミラーアップ機構をはじめとして、材質変更による軽量化やバヨネットロック機構などの小さな改良が続けられた。露出計なしのアイレベルファインダーやTTL露出計内蔵のファインダーなど、オプション品やアクセサリーも充実している。途中、ブランド名（アサヒペンタックス→ペンタックス）の変更に伴ってカメラの名称と外観のロゴ表示が変更された。
- ペンタックス67II（1998年11月発売）

AE機能として初めて絞り優先AEを搭載、測光機能は6分割評価測光・中央重点測光・スポット測光の選択が可能になり、TTLストロボ機能に対応するシンクロソケットが搭載された。

## ペンタックス645シリーズ
アサヒペンタックス6×7に続く中判一眼レフカメラの第2弾で、こちらは6x4.5cm判カメラである。「スーパーフィールドカメラ」のコンセプトで開発された。当初からワインダーを内蔵。
フィルムバックはコンパクトな横型でいくか、やや大型になるハッセルブラッドのような形状の縦型でいくか検討された上で、横長フレームに適した縦型フィルムバック（途中交換不可）式で製品化することとなった。ウエストレベルファインダーは採用せず、トライピゾプリズムとケプラーテレスコープ型アイピースを採用したアイレベルファインダー固定としている。コンセプトに則し、ホールディング性の高いグリップを備え、6x4.5cm判でありながら他社のライカ判カメラの大型フラッグシップ機とさほど変わないサイズとなっている。
数多くのレンズがラインアップされ、機動力の高さから主に風景写真向けとして支持を受けた。ペンタックス銀塩一眼レフカメラ製品の中ではもっとも新しいシリーズであり、初めからマルチモード対応の電子接点付きマウントが採用されているため、交換レンズ群は当初からマルチモード対応のレンズであり、645N登場と同時にオートフォーカスレンズも登場した。ペンタックス67シリーズ用のレンズも専用アダプターを介して装着可能であり、開放測光と絞り優先AEも機能する。
最終機種である645NIIは67IIと同じく2009年10月に生産終了となり、シリーズとしては終焉を迎えることとなった。ただし、マウントに互換性のあるデジタル一眼レフカメラペンタックス645Dが発売されたこともあり、レンズや一部のアクセサリーについては引き続き現行品として生産・販売が続けられている。
- ペンタックス645（1984年6月発売）

最高シャッター速度は1/1000秒。1.5コマ/秒の連続撮影が可能。操作方式は同時期に発売された35mmフィルム一眼レフのスーパーAなどに近く、シャッター速度は電子ボタンで設定する。LX、スーパーAに採用されたTTLストロボシステムに対応。露出補正やAEロックができないなど、機能面では改良の余地があった 。
- ペンタックス645N（1997年12月発売）

6x4.5cm判のレンズ交換式一眼レフカメラとしては、世界初のオートフォーカス機能を搭載。オートフォーカス測距点は3点。2コマ/秒の連続撮影、撮影データの写し込み機能を搭載した。マウントは新たに645AFマウントを採用した。操作方式は当時発売されていたMZシリーズに近く、シャッター速度はMZ-3と同様なダイヤルで設定するように変更された。第15回（1997年）カメラグランプリ受賞。
- ペンタックス645NII（2001年10月発売）

645Nの改良版。スペック面では645Nにミラーアップ機構、カスタマイズ機能である「ペンタックス・ファンクション」の追加、撮影データ項目が充実され、より使いやすい機種となった。また21世紀以降のペンタックスカメラ製品の新規格に対応し、外部レリーズソケットの規格が先に発売されたMZ-Sと同様のものが採用され、アクセサリーも共用できる。

## ペンタックスオート110シリーズ

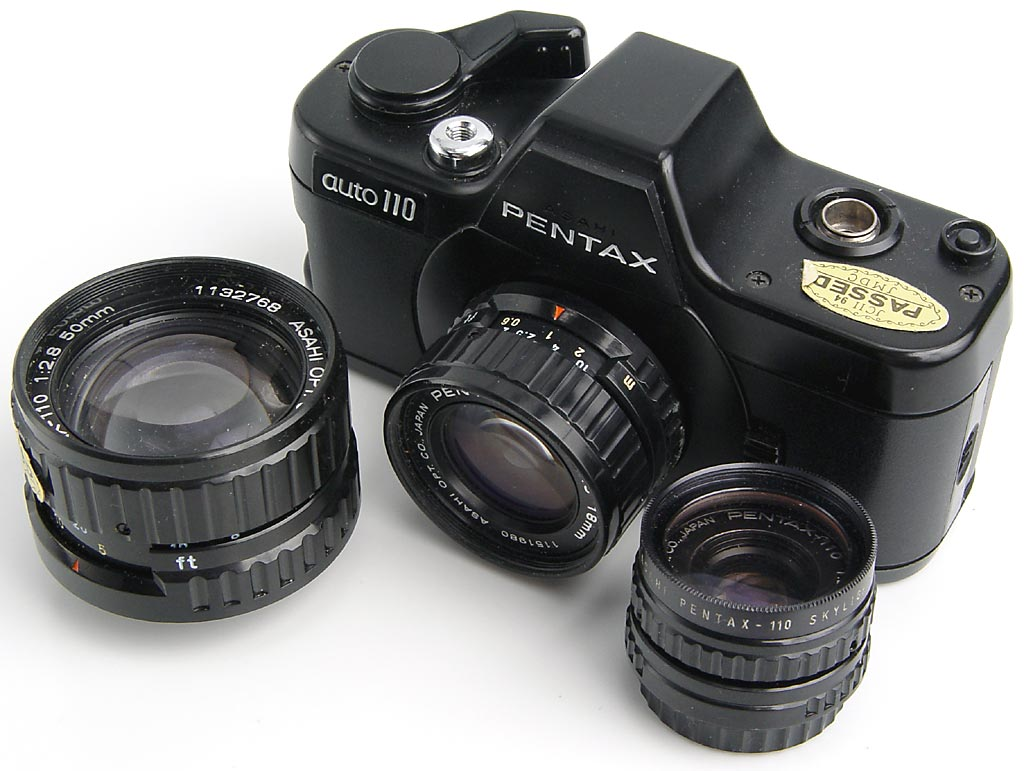
オート110と交換レンズ

オート110（ワンテン）シリーズは、110フィルムを使用する一眼レフカメラ。110規格の製品では世界唯一のレンズ交換式かつ一眼レフのカメラであり、世界最小の一眼レフカメラである。専用のバヨネットマウントを採用し18mmから70mmまでの5種類（18mmのパンフォーカス仕様も含む）の単焦点レンズと20-40mmズームレンズからなる専用レンズ群がラインナップされた。レンズはすべて開放F2.8に統一されており、小型化などの理由からレンズ側には絞り連動機構はなく、絞り制御は本体側に搭載された電子制御ビハインドレンズシャッターで兼用されている。露出制御はプログラム式AEのみであるが、専用のストロボ、ワインダー、クローズアップレンズなども用意されており、本格的なシステムカメラである。
- オート110（1979年3月発売） - 前述のとおり、初めて世に出た110フィルムを使用するレンズ交換式一眼レフカメラで、おそらく世界最小の一眼レフカメラ。ボディカラーはブラックとマロンの2種類が市販されたほか、店頭展示用のスケルトンモデル（撮影不可）がある。
- オート110スーパー（1983年3月発売） - セルフタイマー・逆光補正ボタン（+1.5EV）を追加し、小刻み巻き上げが可能なように変更されるなど機能向上を図った。110規格のカメラの衰退期に発売されたため、発売期間が短く、オート110に比べてあまり数が出回っていない。

## 参考図書
- 中村文夫 『使うペンタックス』 クラシックカメラ-MiniBook第10巻、高沢賢治・當麻妙（良心堂）編、双葉社、2001年5月1日、ISBN 4-575-29229-X
- 那和秀峻 『名機を訪ねて-戦後国産カメラ秘話』 日本カメラ社、2003年11月25日、ISBN 4-8179-0011-3
- 『アサヒカメラニューフェース診断室-ペンタックスの軌跡』 アサヒカメラ編集部、朝日新聞社、2000年12月1日、ISBN 4-02-272140-5
- 『往年のペンタックスカメラ図鑑』 マニュアルカメラ編集部、枻文庫、2004年2月20日、ISBN 4-7779-0019-3
- 『ペンタックスのすべて』 エイムック456-マニュアルカメラシリーズ10、枻出版社、2002年1月30日、ISBN 4-87099-580-8